# Kanton Lourdes-Ouest
Kanton Lourdes-Ouest (francouzsky Canton de Lourdes-Ouest) je francouzský kanton v departementu Hautes-Pyrénées v regionu Midi-Pyrénées. Tvoří ho devět obcí.

## Obce kantonu
- Adé
- Aspin-en-Lavedan
- Bartrès
- Lurdy (západní část)
- Omex
- Ossen
- Poueyferré
- Ségus
- Viger